# Bubenmühle
Bubenmühle (fränkisch: Buh-miel) ist ein Gemeindeteil des Marktes Ammerndorf im Landkreis Fürth (Mittelfranken, Bayern). Bubenmühle liegt in der Gemarkung Ammerndorf.

## Geographie
Die Einöde liegt an der Bibert. Südlich des Ortes grenzt der Buttendorfer Wald an. Im Norden liegt das Flurgebiet Mark. Ein Anliegerweg führt zur Staatsstraße 2245 bei Vincenzenbronn (0,3 km nordwestlich).

## Geschichte
Im Jahre 1732 wurde der Ort in der Vetterschen Beschreibung des Oberamts Cadolzburg als „Buben Mühl“ erstmals schriftlich erwähnt. Das Bestimmungswort des Ortsnamens ist der Personenname Bubo.
Gegen Ende des 18. Jahrhunderts gehörte die Bubenmühle zur Realgemeinde Ammerndorf. Das Hochgericht übte das brandenburg-ansbachische Oberamt Cadolzburg aus. Die Mühle hatte das brandenburg-ansbachische Klosterverwalteramt Heilsbronn als Grundherrn. Unter der preußischen Verwaltung (1792–1806) des Fürstentums Ansbach erhielt die Bubenmühle die Hausnummern 60 und 61 des Ortes Ammerndorf.
Von 1797 bis 1808 unterstand der Ort dem Justiz- und Kammeramt Cadolzburg. Im Rahmen des Gemeindeedikts wurde Bubenmühle dem 1808 gebildeten Steuerdistrikt Ammerndorf und der im selben Jahr gegründeten Ruralgemeinde Ammerndorf zugeordnet.

## Einwohnerentwicklung
| Jahr      | 001818 | 001840 | 001861 | 001871 | 001885 | 001900 | 001925 | 001950 | 001961 | 001970 | 001987 |
| Einwohner | 10     | 7      | 16     | 14     | 9      | 18     | 12     | 11     | 11     | 10     | 4      |
| Häuser    | 2      | 2      |        |        | 2      | 2      | 2      | 2      | 2      |        | 2      |
| Quelle    | [ 10 ] | [ 11 ] | [ 12 ] | [ 13 ] | [ 14 ] | [ 15 ] | [ 16 ] | [ 17 ] | [ 18 ] | [ 19 ] | [ 1 ]  |

## Religion
Die Einwohner evangelisch-lutherischer Konfession sind nach St. Peter und Paul (Ammerndorf) gepfarrt, die Einwohner römisch-katholischer Konfession sind nach Christkönig (Roßtal) gepfarrt.